# Quechuamyia
Quechuamyia es un género monotípico de dípteros nematóceros perteneciente a la familia Limoniidae. Su única especie: Quechuamyia phantasma, se distribuye por Ecuador.